# クリンダドロメウス
クリンダドロメウス(学名 Kulindadromeus "クリンダ(クリンダロシアの地名)のランナー"の意味)は、中期ジュラ紀バトニアン期から後期の約1億6000万年前のロシアシベリア南東部ザバイカリエ地方チェルニシェフスキーのユクリスカヤ層にいた新鳥盤類の恐竜の属。2014年にパスカル ゴトフロア氏が命名した。

## 概要

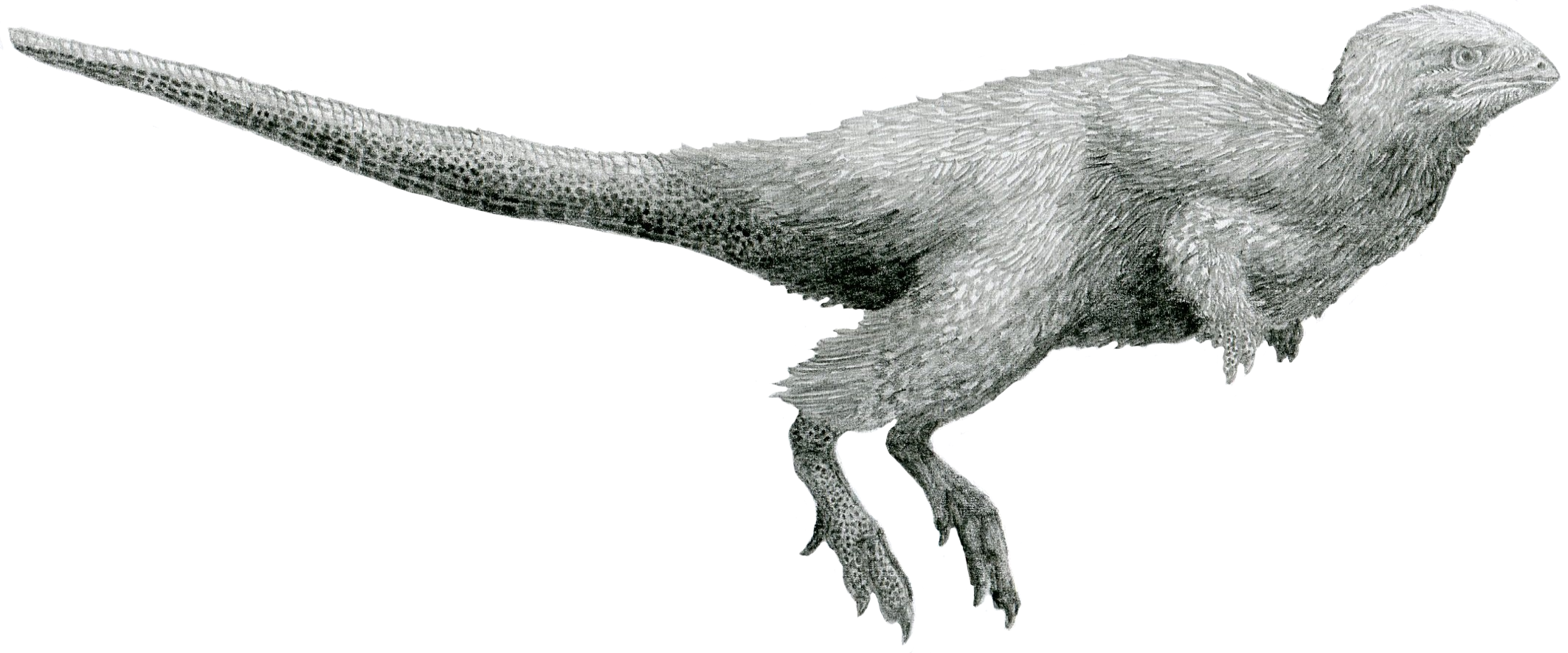
クリンダドロメウスの想像生態復元図

羽毛を生やした鳥盤類の恐竜。推定全長は約1.5メートルで2足歩行で歩いていたと考えられている。推定体重は約2キログラム。この発見で鳥盤類が羽毛をもっていたことや、獣脚類だけでなく鳥盤類も含めた、すべての恐竜が羽毛をもっていた可能性がでてきた。発見された化石は盗難された化石だった。

## 特徴
繊維状などの様々なタイプの羽毛に覆われていたのが特徴。羽毛は約1センチメートルほで、ディロンなどの原始的な獣脚類の羽毛に似ていた。尾や後ろ足の先部分には生えていなく鱗だった。

## 人間との関わり

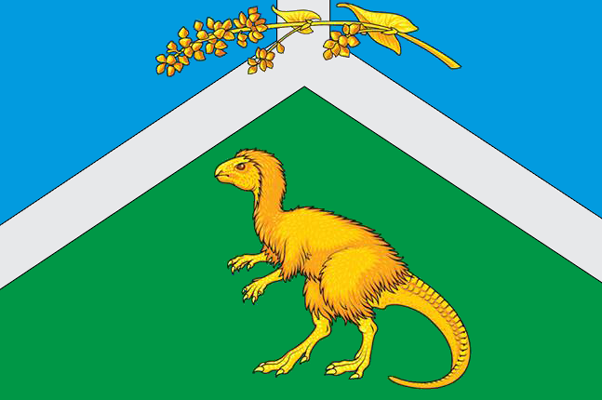
チェルニシェフスキーの旗

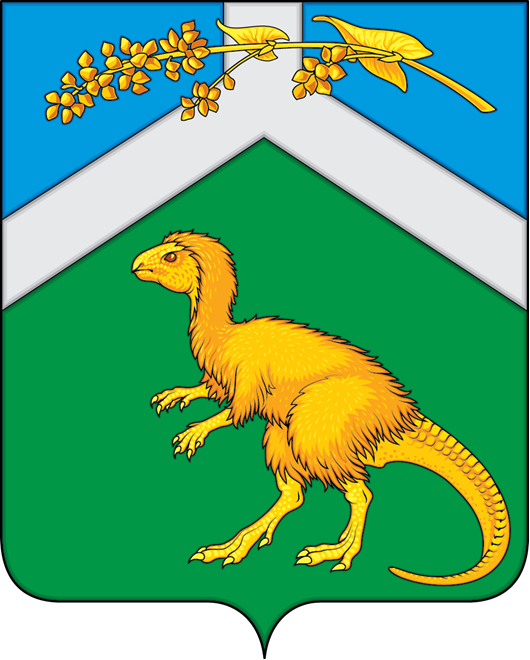
チェルニシェフスキーの紋章

ロシアのチェルニシェフスキー州(発見場所)の旗や紋章に使われている。